# Bien dégagé derrière les oreilles
Pour plus de détails, voir Fiche technique et Distribution.
Bien dégagé derrière les oreilles est un téléfilm franco-suisse réalisé par Anne Deluz, réalisé en 2004 et diffusé en 2005. Il dure 90 minutes. Le tournage a eu lieu en Haute-Saône, à Pesmes et Gray pour ce qui est des scènes d'intérieur, notamment tournées dans l'hôtel de ville et dans un appartement privé du haut de la ville.

## Synopsis
1965. A Saint-Cado, petit bourg tranquille, Suzy et Henri tiennent le salon de coiffure « La belle époque », situé en face du café et à quelques pas de la boucherie. Loin des fureurs de la capitale, les jours s'écoulent paisiblement. Mais Suzy s'ennuie, dans son couple comme dans son village. Alors, sur un coup de tête, elle propose de couper les cheveux du facteur à la place de son mari, occupé par un autre client. Henri refuse catégoriquement. Et ce faisant, il pousse sans le savoir Suzy à la surenchère. Le soir même, elle change la disposition des meubles dans leur appartement. Face à l'incrédulité et l'exaspération de son époux, elle décide de demander le divorce.

## Fiche technique
- Réalisateur : Anne Deluz
- Productrice : Pascale Breugnot
- Scénario : Emmanuel Bézier et Chloé Marçais
- Directeur de la photographie : Carlo Varini
- Musique : Yves de Bujadoux
- Décors : Yves Brover Rabinovici
- Son : Henri Maïkoff
- Production : Ego productions
- Date de diffusion : 23 avril 2005
- Durée : 90 minutes

## Distribution
- Clémentine Célarié : Suzy Brilliant
- Daniel Russo : Henri Castarède
- François Silvant : Robert Calou
- Maxime Leroux : Gérard Cigoulin
- Jean-Pierre Malignon : René Palvade
- Armelle : Jacqueline Palvade
- Caroline Cons : Catherine Cigoulin
- Pierre Mifsud : Dominique Despouillos
- Paul Bandey : Peter James
- Michel Robin : Père Galichain
- Lucienne Hamon : la baronne de Cröunberg
- Sibylle Blanc : Nathalie
- Erwan Creignou : Roméo
- Jacky Berroyer : La voix du chien Arthur